# XXII Juegos Centroamericanos y del Caribe
Los XXII Juegos Centroamericanos y del Caribe se celebraron del 14 al 30 de noviembre de 2014 
en la ciudad de Veracruz. Fue la cuarta vez que México organizó los juegos, aunque en las tres ediciones anteriores se disputaron en la capital del país. La Odecabe oficializó la sede del evento el 30 de enero de 2009 con 29 votos favorables de sus delegados, siendo ratificada la decisión el 16 de julio de 2010. Además de la Zona Metropolitana de Veracruz, la justa contó con subsedes en Xalapa, Córdoba, Túxpam y Coatzacoalcos.

## Símbolos

### Emblema y diseño gráfico

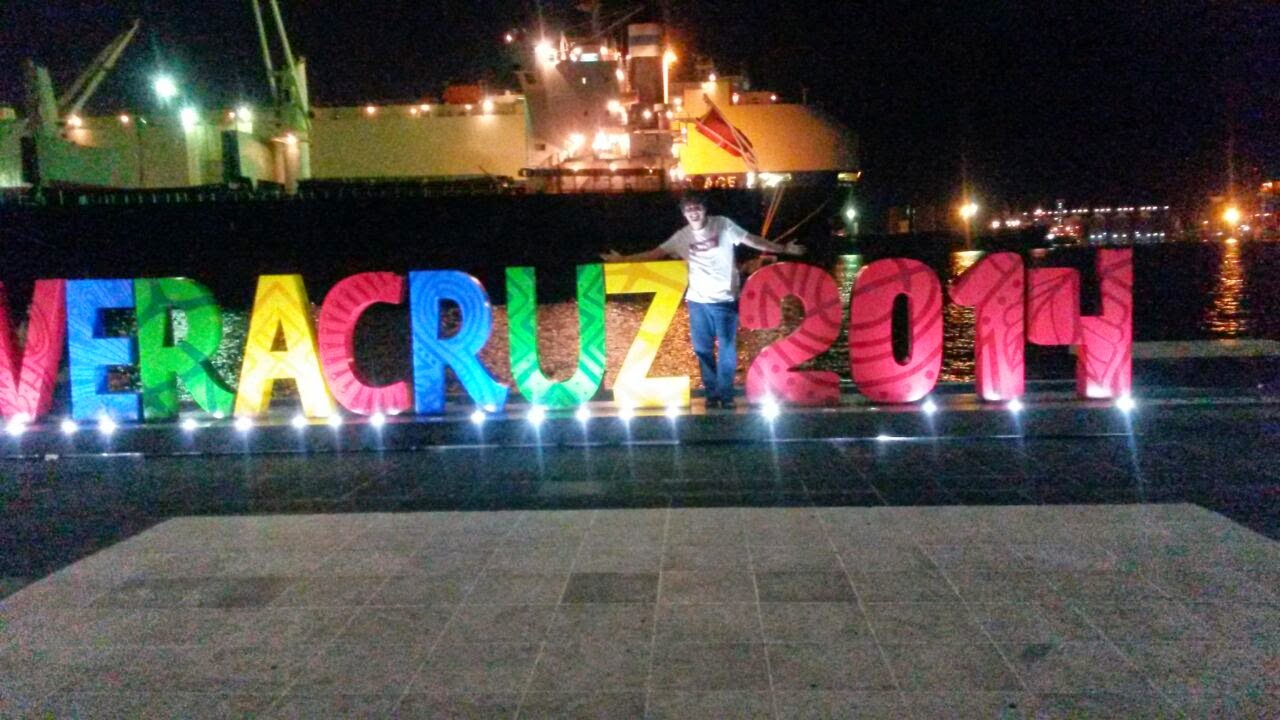
Letrero en Macroplaza Veracruz

El 10 de septiembre de 2012 fue presentado el logotipo de los juegos por el gobernador del estado de Veracruz, Javier Duarte de Ochoa. El diseño consiste en una llama conformada por cuatro ondas en colores azul, verde, rojo y amarillo, la cual proyecta una sombra de tres líneas coronadas cada una por una estrella que simboliza el podio de los ganadores. Debajo de la imagen se lee «Veracruz 2014».

### Mascotas
El 4 de septiembre de 2013 fueron presentadas las mascotas oficiales del evento, conocidas como Toto, un indígena totonaca de color verde que «lleva el sabor de la vainilla», y Bamba, una iguana. Ambas representan a la cultura veracruzana. Sus creadores fueron Angélica Cabrera y David Yáñez Rivas quienes ganaron el concurso a través de una convocatoria abierta.

### Antorcha
Como es tradición, el fuego de los Juegos Centroamericanos y del Caribe se encendió en la zona arqueológica de Teotihuacán el 15 de octubre de 2014. Posteriormente, el recorrido de la antorcha se extendió por 275 km a través de diez ciudades, iniciando el 3 de noviembre en México, D. F., y se continuó la ruta en Toluca (4 de noviembre), Puebla (5 de noviembre), Orizaba (6 de noviembre), Córdoba (7 de noviembre), Coatzacoalcos (8 de noviembre), Tuxpan (10 de noviembre), Poza Rica (11 de noviembre), Xalapa (12 de noviembre) y Veracruz (13 de noviembre). Se estimó la participación de 1100 portadores de la antorcha.

### Canción oficial
La canción oficial de los juegos se titulaba « Lo imposible no existe », y fue interpretada por el dueto Silvia & Karmen, ambas originarias del estado de Veracruz. El tema fue compuesto por ellas mismas, y producido por Guillermo Gil, ganador de cinco Premios Grammy.

## Deportes
| - Atletismo - Bádminton - Baloncesto - Balonmano - Béisbol - Boliche - Boxeo - Canotaje - Ciclismo: - Ciclismo en pista - Ciclismo en ruta - Ciclismo de montaña - BMX | - Deportes acuáticos: - Clavados - Natación - Natación en aguas abiertas - Nado sincronizado - Waterpolo - Esgrima - Equitación - Fútbol - Gimnasia - Gimnasia artística - Gimnasia rítmica - Golf - Halterofilia - Hockey | - Judo - Karate - Lucha - Pelota vasca - Pentatlón moderno - Patinaje: - Patinaje de velocidad - Raquetbol - Remo - Rugby 7 - Sóftbol - Squash | - Taekwondo - Tenis - Tenis de mesa - Tiro - Tiro con arco - Triatlón - Vela - Voleibol - Voleibol de playa |

### Sedes
| Deporte           | Disciplina            | Sede                                                     | Ciudad        |
| ----------------- | --------------------- | -------------------------------------------------------- | ------------- |
| Atletismo         | Pista y campo         | Estadio Heriberto Jara Corona                            | Xalapa        |
| Atletismo         | Marcha atlética       | Calle Salvador Díaz Mirón                                | Veracruz      |
| Atletismo         | Maratón               | Ruta costera Veracruz-Boca del Río                       | Veracruz      |
| Bádminton         | Bádminton             | Complejo Omega                                           | Xalapa        |
| Baloncesto        | Baloncesto            | Auditorio "Benito Juárez"                                | Veracruz      |
| Balonmano         | Balonmano             | U.D Carlos Serdán Arechavaleta                           | Veracruz      |
| Béisbol           | Béisbol               | Estadio Beto Ávila                                       | Veracruz      |
| Boliche           | Boliche               | Bolerama U.D Leyes de Reforma                            | Veracruz      |
| Boxeo             | Boxeo                 | World Trade Center                                       | Veracruz      |
| Canotaje          | Canotaje              | Pista de Canotaje Tuxpan                                 | Túxpam        |
| Ciclismo          | Ciclismo de pista     | Velódromo de Xalapa                                      | Xalapa        |
| Ciclismo          | BMX                   | Parque Natura                                            | Xalapa        |
| Ciclismo          | Ciclismo de ruta      | Ruta Xalapa-Coatepec                                     | Xalapa        |
| Ciclismo          | Ciclismo de montaña   | Pista Coatepec de montaña                                | Xalapa        |
| Ecuestre          | Salto ecuestre        | Club Hípico Coapexpan                                    | Xalapa        |
| Ecuestre          | Doma clásica          | Club Hípico Coapexpan                                    | Xalapa        |
| Ecuestre          | Concurso completo     | SEDENA Perote                                            | Xalapa        |
| Esgrima           | Esgrima               | Gimnasio USBI                                            | Xalapa        |
| Frontón           | Frontón               | Pabellón de Pelota Vasca U.D Leyes de Reforma            | Veracruz      |
| Fútbol            | Varonil               | Estadio Luis "Pirata" Fuente                             | Veracruz      |
| Fútbol            | Femenil               | Unidad Deportiva Hugo Sánchez                            | Veracruz      |
| Gimnasia          | Gimnasia artística    | Arena Veracruz                                           | Veracruz      |
| Gimnasia          | Trampolín             | Arena Veracruz                                           | Veracruz      |
| Gimnasia          | Gimnasia rítmica      | Arena Veracruz                                           | Veracruz      |
| Golf              | Golf                  | Club de Golf Punta Tiburón                               | Veracruz      |
| Halterofilia      | Halterofilia          | Centro de Convenciones Coatzacoalcos                     | Coatzacoalcos |
| Hockey            | Varonil               | Centro de Alto Rendimiento                               | Veracruz      |
| Hockey            | Femenil               | Centro de Alto Rendimiento                               | Veracruz      |
| Judo              | Judo                  | World Trade Center                                       | Veracruz      |
| Karate            | Karate                | Centro de Convenciones Coatzacoalcos                     | Coatzacoalcos |
| Lucha             | Lucha                 | World Trade Center                                       | Veracruz      |
| Natación          | Natación              | Centro Acuático Leyes de Reforma                         | Veracruz      |
| Natación          | Natación Sincronizada | Centro Acuático Leyes de Reforma                         | Veracruz      |
| Natación          | Saltos                | Centro Acuático Leyes de Reforma                         | Veracruz      |
| Natación          | Waterpolo             | Centro Acuático Leyes de Reforma                         | Veracruz      |
| Natación          | Aguas Abiertas        | Playa Gaviotas                                           | Veracruz      |
| Patinaje          | Artística             | Reino Mágico                                             | Veracruz      |
| Patinaje          | Velocidad             | Reino Mágico                                             | Veracruz      |
| Pentatlón moderno | Pentatlón moderno     | Gimnasio USBI, Alberca UV, Estadio Heriberto Jara Corona | Xalapa        |
| Racquetbol        | Raquetbol             | Centro de Raqueta U.D Leyes de Reforma                   | Veracruz      |
| Remo              | Remo                  | Laguna de Mandinga                                       | Veracruz      |
| Rugby             | Rugby 7               | Centro de Alto Rendimiento                               | Veracruz      |
| Sóftbol           | Varonil               | Estadio U.D Carlos Serdán Arechavaleta                   | Veracruz      |
| Sóftbol           | Femenil               | Estadio U.D Carlos Serdán Arechavaleta                   | Veracruz      |
| Squash            | Squash                | Centro de Raqueta U.D Leyes de Reforma                   | Veracruz      |
| Taekwondo         | Taekwondo             | World Trade Center                                       | Veracruz      |
| Tenis             | Tenis                 | "Las Palmas" Racquet Club                                | Veracruz      |
| Tenis de mesa     | Tenis de mesa         | Complejo Omega                                           | Xalapa        |
| Tiro              | Armas neumáticas      | Campo de Tiro de Pichón                                  | Xalapa        |
| Tiro              | Armas de fuego        | Academia de Policía "El Lencero"                         | Xalapa        |
| Tiro con arco     | Tiro con arco         | Campo USBI Xalapa                                        | Xalapa        |
| Triatlón          | Varonil               | Bulevar Costero John Sparks                              | Coatzacoalcos |
| Triatlón          | Femenil               | Bulevar Costero John Sparks                              | Coatzacoalcos |
| Vela              | Vela                  | Marina VERAMAR Playa Gaviotas                            | Veracruz      |
| Voleibol          | Voleibol              | Arena Córdoba                                            | Córdoba       |
| Voleibol          | Voleibol de playa     | Playas Martí                                             | Veracruz      |

### Organización
El presupuesto inicial para el desarrollo de los juegos era de 400 millones de dólares. Esto incluyó la construcción de un estadio para el Atletismo en el Puerto de Veracruz, un Velódromo en Xalapa, aparte del remozamiento de ocho instalaciones deportivas. Para el año 2011 el Comité Organizador recibió un refuerzo de 170 millones de pesos.

## Participantes

### Países
A continuación, los países participantes junto al código COI y el número de participantes de cada uno; resaltado se encuentra el país anfitrión:
| - Antigua y Barbuda (ANT) (12) - Aruba (ARU) (33) - Bahamas (BAH) (58) - Barbados (BAR) (102) - Belice (BIZ) (10) - Bermudas (BER) (43) - Colombia (COL) (431) - Costa Rica (CRC) (302) - Cuba (CUB) (624) - Dominica (DMA) (13) - El Salvador (ESA) (188) - Granada (GRN) (15) | - Guatemala (GUA) (404) - Guyana (GUY) (43) - Haití (HAI) (80) - Honduras (HON) (86) - Islas Caimán (CAY) (48) - Islas Vírgenes de los Estados Unidos (ISV) (40) - Islas Vírgenes Británicas (IVB) (5) - Jamaica (JAM) (144) - México (MEX) (732) - Nicaragua (NCA) (164) | - Panamá (PAN) (139) - Puerto Rico (PUR) (364) - República Dominicana (DOM) (488) - San Cristóbal y Nieves (SKN) (21) - San Vicente y las Granadinas (VIN) (15) - Santa Lucía (LCA) (15) - Surinam (SUR) (16) - Trinidad y Tobago (TRI) (213) - Venezuela (VEN) (577) |

## Desarrollo

### Ceremonia de apertura

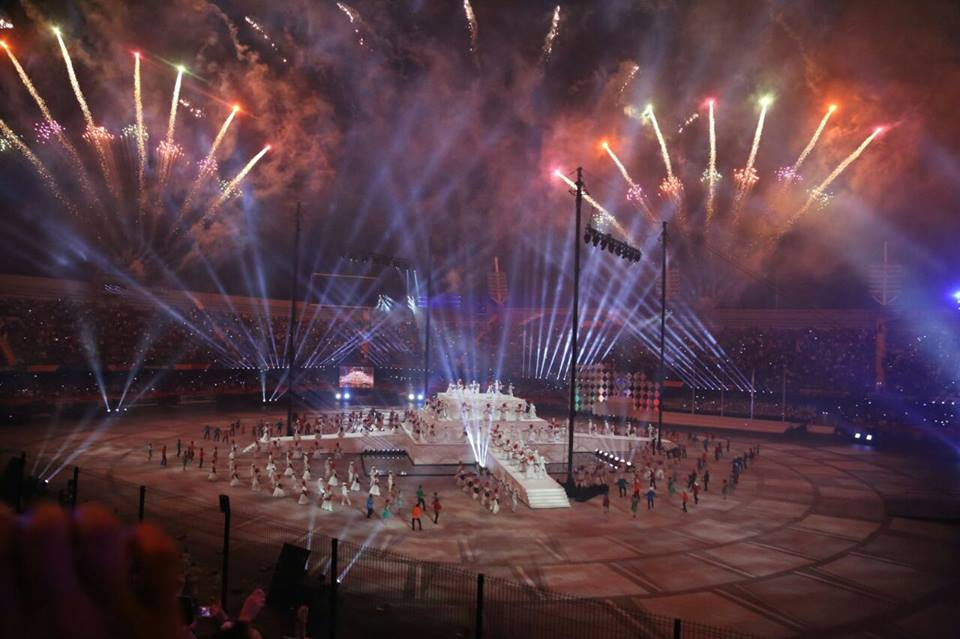
Ceremonia de apertura

En la ceremonia de apertura de los Juegos se destacó lo mejor de la cultura veracruzana. Las palabras de bienvenida fueron dadas por un integrante del consejo supremo totonaca, y el centro de la cancha del Estadio Luis "Pirata" Fuente fue ocupado por una pirámide representativa de la zona arqueológica de El Tajín. La música y la danza tuvieron su protagonismo con la Danza de Quetzales, el son jarocho, y el rito de los voladores, entre otros. El Himno Nacional Mexicano fue interpretado por la cantante Yuri y también se realizó un espectáculo a cargo del artista puertorriqueño Ricky Martin. El secretario de gobernación Miguel Ángel Osorio Chong declaró inaugurados los juegos, y la atleta María del Rosario Espinoza encendió el pebetero.

### Calendario
|                            |                            | V 14 | S 15 | D 16 | L 17 | M 18 | M 19 | J 20 | V 21 | S 22 | D 23 | L 24 | M 25 | M 26 | J 27 | V 28 | S 29 | D 30 | T   |
| -------------------------- | -------------------------- | ---- | ---- | ---- | ---- | ---- | ---- | ---- | ---- | ---- | ---- | ---- | ---- | ---- | ---- | ---- | ---- | ---- | --- |
| Ceremonias                 | Ceremonias                 | A    |      |      |      |      |      |      |      |      |      |      |      |      |      |      |      | C    |     |
| Atletismo                  | Atletismo                  |      |      |      |      |      |      |      |      |      |      |      |      |      |      |      |      |      | 47  |
| Bádminton                  | Bádminton                  |      |      |      |      |      |      |      |      |      |      |      |      |      |      |      |      |      | 6   |
| Baloncesto                 | Baloncesto                 |      |      |      |      |      |      |      |      |      |      |      |      |      |      |      |      |      | 2   |
| Balonmano                  | Balonmano                  |      |      |      |      |      |      |      |      |      |      |      |      |      |      |      |      |      | 2   |
| Béisbol                    | Béisbol                    |      |      |      |      |      |      |      |      |      |      |      |      |      |      |      |      |      | 1   |
| BMX                        | BMX                        |      |      |      |      |      |      |      |      |      |      |      |      |      |      |      |      |      | 2   |
| Boliche                    | Boliche                    |      |      |      |      |      |      |      |      |      |      |      |      |      |      |      |      |      | 10  |
| Boxeo                      | Boxeo                      |      |      |      |      |      |      |      |      |      |      |      |      |      |      |      |      |      | 13  |
| Canotaje                   | Canotaje                   |      |      |      |      |      |      |      |      |      |      |      |      |      |      |      |      |      | 12  |
| Ciclismo de montaña        | Ciclismo de montaña        |      |      |      |      |      |      |      |      |      |      |      |      |      |      |      |      |      | 2   |
| Ciclismo en pista          | Ciclismo en pista          |      |      |      |      |      |      |      |      |      |      |      |      |      |      |      |      |      | 18  |
| Ciclismo en ruta           | Ciclismo en ruta           |      |      |      |      |      |      |      |      |      |      |      |      |      |      |      |      |      | 4   |
| Clavados                   | Clavados                   |      |      |      |      |      |      |      |      |      |      |      |      |      |      |      |      |      | 7   |
| Esgrima                    | Esgrima                    |      |      |      |      |      |      |      |      |      |      |      |      |      |      |      |      |      | 12  |
| Equitación                 | Equitación                 |      |      |      |      |      |      |      |      |      |      |      |      |      |      |      |      |      | 9   |
| Fútbol                     | Fútbol                     |      |      |      |      |      |      |      |      |      |      |      |      |      |      |      |      |      | 2   |
| Gimnasia                   | Gimnasia                   |      |      |      |      |      |      |      |      |      |      |      |      |      |      |      |      |      | 2   |
| Gimnasia artística         | Gimnasia artística         |      |      |      |      |      |      |      |      |      |      |      |      |      |      |      |      |      | 14  |
| Gimnasia rítmica           | Gimnasia rítmica           |      |      |      |      |      |      |      |      |      |      |      |      |      |      |      |      |      | 5   |
| Golf                       | Golf                       |      |      |      |      |      |      |      |      |      |      |      |      |      |      |      |      |      | 2   |
| Halterofilia               | Halterofilia               |      |      |      |      |      |      |      |      |      |      |      |      |      |      |      |      |      | 30  |
| Hockey                     | Hockey                     |      |      |      |      |      |      |      |      |      |      |      |      |      |      |      |      |      | 2   |
| Judo                       | Judo                       |      |      |      |      |      |      |      |      |      |      |      |      |      |      |      |      |      | 18  |
| Karate                     | Karate                     |      |      |      |      |      |      |      |      |      |      |      |      |      |      |      |      |      | 14  |
| Lucha                      | Lucha                      |      |      |      |      |      |      |      |      |      |      |      |      |      |      |      |      |      | 18  |
| Nado sincronizado          | Nado sincronizado          |      |      |      |      |      |      |      |      |      |      |      |      |      |      |      |      |      | 7   |
| Natación                   | Natación                   |      |      |      |      |      |      |      |      |      |      |      |      |      |      |      |      |      | 36  |
| Natación en aguas abiertas | Natación en aguas abiertas |      |      |      |      |      |      |      |      |      |      |      |      |      |      |      |      |      | 2   |
| Patinaje de velocidad      | Patinaje de velocidad      |      |      |      |      |      |      |      |      |      |      |      |      |      |      |      |      |      | 6   |
| Pelota vasca               | Pelota vasca               |      |      |      |      |      |      |      |      |      |      |      |      |      |      |      |      |      | 12  |
| Pentatlón moderno          | Pentatlón moderno          |      |      |      |      |      |      |      |      |      |      |      |      |      |      |      |      |      | 5   |
| Raquetbol                  | Raquetbol                  |      |      |      |      |      |      |      |      |      |      |      |      |      |      |      |      |      | 6   |
| Remo                       | Remo                       |      |      |      |      |      |      |      |      |      |      |      |      |      |      |      |      |      | 10  |
| Rugby                      | Rugby                      |      |      |      |      |      |      |      |      |      |      |      |      |      |      |      |      |      | 2   |
| Sóftbol                    | Sóftbol                    |      |      |      |      |      |      |      |      |      |      |      |      |      |      |      |      |      | 2   |
| Squash                     | Squash                     |      |      |      |      |      |      |      |      |      |      |      |      |      |      |      |      |      | 7   |
| Taekwondo                  | Taekwondo                  |      |      |      |      |      |      |      |      |      |      |      |      |      |      |      |      |      | 16  |
| Tenis                      | Tenis                      |      |      |      |      |      |      |      |      |      |      |      |      |      |      |      |      |      | 7   |
| Tenis de mesa              | Tenis de mesa              |      |      |      |      |      |      |      |      |      |      |      |      |      |      |      |      |      | 7   |
| Tiro con arco              | Tiro con arco              |      |      |      |      |      |      |      |      |      |      |      |      |      |      |      |      |      | 10  |
| Tiro deportivo             | Tiro deportivo             |      |      |      |      |      |      |      |      |      |      |      |      |      |      |      |      |      | 31  |
| Triatlón                   | Triatlón                   |      |      |      |      |      |      |      |      |      |      |      |      |      |      |      |      |      | 5   |
| Vela                       | Vela                       |      |      |      |      |      |      |      |      |      |      |      |      |      |      |      |      |      | 8   |
| Voleibol                   | Voleibol                   |      |      |      |      |      |      |      |      |      |      |      |      |      |      |      |      |      | 2   |
| Voleibol de playa          | Voleibol de playa          |      |      |      |      |      |      |      |      |      |      |      |      |      |      |      |      |      | 2   |
| Waterpolo                  | Waterpolo                  |      |      |      |      |      |      |      |      |      |      |      |      |      |      |      |      |      | 2   |
| Total                      | Total                      |      |      |      |      |      |      |      |      |      |      |      |      |      |      |      |      |      | 427 |
|                            |                            | V 14 | S 15 | D 16 | L 17 | M 18 | M 19 | J 20 | V 21 | S 22 | D 23 | L 24 | M 25 | M 26 | J 27 | V 28 | S 29 | D 30 | T   |

### Medallero
País organizador (México)
| Núm.  | País                                       | Oro | Plata | Bronce | Total |
| ----- | ------------------------------------------ | --- | ----- | ------ | ----- |
| 1     | Cuba (CUB)                                 | 123 | 66    | 65     | 254   |
| 2     | México (MEX)                               | 115 | 106   | 111    | 332   |
| 3     | Colombia (COL)                             | 70  | 75    | 78     | 223   |
| 4     | Venezuela (VEN)                            | 56  | 79    | 110    | 245   |
| 5     | República Dominicana (DOM)                 | 20  | 34    | 23     | 77    |
| 6     | Puerto Rico (PUR)                          | 15  | 24    | 45     | 84    |
| 7     | Guatemala (GUA)                            | 15  | 19    | 43     | 77    |
| 8     | Bahamas (BAH)                              | 4   | 3     | 1      | 8     |
| 9     | El Salvador (ESA)                          | 2   | 9     | 12     | 23    |
| 10    | Trinidad y Tobago (TTO)                    | 2   | 1     | 8      | 11    |
| 11    | Aruba (ARU)                                | 2   | 1     | 1      | 4     |
| 12    | Costa Rica (CRC)                           | 1   | 3     | 11     | 15    |
| 13    | Honduras (HON)                             | 1   | 2     | 9      | 12    |
| 14    | Panamá (PAN)                               | 1   | 2     | 4      | 7     |
| 15    | Islas Vírgenes de los Estados Unidos (ISV) | 1   | 2     | 3      | 6     |
| 16    | Dominica (DMA)                             | 1   | 0     | 1      | 2     |
| 17    | Islas Caimán (CYM)                         | 1   | 0     | 0      | 1     |
| 18    | Islas Vírgenes Británicas (IVB)            | 1   | 0     | 0      | 1     |
| 19    | Santa Lucía (LCA)                          | 1   | 0     | 0      | 1     |
| 20    | Nicaragua (NCA)                            | 0   | 2     | 5      | 7     |
| 21    | Barbados (BAR)                             | 0   | 1     | 3      | 4     |
| 22    | Jamaica (JAM)                              | 0   | 1     | 3      | 4     |
| 23    | Surinam (SUR)                              | 0   | 1     | 3      | 4     |
| 24    | Antigua y Barbuda (ATG)                    | 0   | 1     | 0      | 1     |
| 25    | Haití (HAI)                                | 0   | 0     | 3      | 3     |
| 26    | Guyana (GUY)                               | 0   | 0     | 2      | 2     |
| Total | Total                                      | 432 | 432   | 544    | 1408  |

### Ceremonia de clausura
La ceremonia de clausura se inició con la entonación del Himno Nacional Mexicano, la entrada de los atletas participantes, un tributo al trabajo de los voluntarios, y la representación coreográfica y musical de la célebre canción tradicional «La bamba». A continuación el presidente de la Odecabe, Héctor Cardona, declaró finalizados los Juegos, y sus palabras exaltaron su organización hasta el punto de proclamarlos como los mejores de la historia. El funcionario realizó el traspaso de la bandera de la Odecabe para los organizadores de los XXIII Juegos de Barranquilla, Colombia, cuya riqueza cultural también engalanó la noche con ritmos y danzas de esa región caribeña. Con la llama de los Juegos extinguida, que tuvo como protagonistas a personajes veracruzanos de la ceremonia de apertura, se dio entrada al espectáculo musical del cantante colombiano Juanes para cerrar el evento multideportivo.

## Transmisión
- AYM Sports, Claro Sports, Radiotelevisión de Veracruz (RTV), Televisa, TV Azteca, TVC Deportes, Canal Once
- Señal Colombia
- Canal 4
- Canal 11
- Guatevisión
- TVes
- Telemundo WKAQ-TV 2, Puerto Rico TV WIPR-TV 6
- Tele Rebelde
- Claro TV
- ESPN Deportes